# Orff-Schulwerk
Orff-Schulwerk (ou método Orff) é um conceito pedagógico no ensino da música para crianças, derivado da obra Musik für Kinder (em alemão, Música para crianças) do compositor alemão Carl Orff e Gunild Keetmann, publicada entre 1950 de 1954 em cinco volumes. O termo Schulwerk em alemão significa tarefa ou obra escolar.
Orrf-Schulwerk é divido em:
- Composições Orff
- Instrumentos Orff

## Instrumentos Orff
Os instrumentos Orff são instrumentos de sala de aula. Estes foram projetados e adaptados para que todas as crianças tenham acesso à música.
Todos os instrumentos de sala de aula, com exceção da Flauta de bisel, são instrumentos de percussão (pois são batidos).
Estes por sua vez podem ser classificados de duas maneiras:
Quanto à sua Altura — Definida ou Indefinida;
Quanto à sua Família — Peles, Madeira ou Metal. 
Os instrumentos de Altura Definida
Flauta de bisel; Xilofone Baixo; Xilofone Contralto; Xilofone Soprano; Metalofone Baixo; Metalofone Contralto; Metalofone Soprano; Jogo de Sinos Soprano e Jogo de Sinos Contralto.
Instrumentos de Altura Indefinida
Bombo; Pratos; Gongo; Castanholas; Triângulo; Caixa Chinesa; Reco-reco; Pandeireta; Maracas; Guizeira; Clavas; Tamborim; Prato Suspenso; Bongós; Caixa de Rufo; Windchime; Temple-block; Timbales e Congas.
Instrumentos por Famílias
Madeiras: Xilofone Baixo; Xilofone Contralto; Xilofone Soprano; Castanholas; Caixa Chinesa; Reco-reco; Maracas; Clavas; Temple-block.
Peles: Bombo;Tamborim; Pandeireta com pele; Caixa de Rufo; Timbales Congas; Bongós.
Metal: Metalofone Baixo; Metalofone Contralto; Metalofone Soprano; Jogo de Sinos Soprano e Jogo de Sinos Contralto; Triângulo; Pandeireta sem pele; Guizeira; Windchime; Gongo; Pratos